# The Co-operative Group
Pour les articles homonymes, voir Coop.
The Co-operative Group ou plus simplement Co-op est une entreprise du Royaume-Uni de type coopératif, c'est-à-dire détenue et dirigée par ses membres qui sont avant tout des consommateurs. 

## Historique
L'origine du groupe remonte à la société coopérative The Rochdale Society of Equitable Pioneers, créée en 1844 et basée sur les principes de Rochdale, qui ont notamment introduit l'idée de distribuer une part des bénéfices en fonction des achats par le biais d'un système qui est devenu connu sous le nom de dividende.
En juillet 2014, Co-op vend pour 620 millions de livres, soit environ 1 milliard de dollars, ses activités pharmaceutiques (en) à Bestway (en), un conglomérat de distribution de gros présent au Royaume-Uni et au Pakistan.
En mai 2025, Co-op s'associe à VusionGroup pour remplacer les traditionnelles étiquettes papier par des étiquettes électroniques dans ses 2 400 magasins.

## Activité
Le Co-operative Group a plus de 123 000 employés au Royaume-Uni et son quartier général est basé à Manchester. Le groupe comprend un grand nombre d'entreprises variées dans les domaines de l'alimentation, du voyage, des services financiers, de l'assurance (The Co-operative Insurance), …

## Organisation
C'est la plus grande organisation de ce type dans le monde, avec plus de 5,5 millions de membres. Tout le monde peut en devenir membre. Chaque année les membres reçoivent une part du profit du groupe, en fonction des profits réalisés par l'entreprise et de l'argent qu'ils ont dépensé pendant l'année.

## Communication
Son slogan, « good for everyone », est largement connu par le public.